# Éliphène Cadet
Éliphène Cadet (10 agosto 1980) è un calciatore haitiano, di ruolo attaccante.

## Carriera

### Club
Nel 2005, dopo aver giocato all'Aigle Noir, si trasferisce al Capoise. Nel 2007 viene acquistato dal Tempête.

### Nazionale
Ha debuttato in Nazionale nel 2004. Ha partecipato, con la Nazionale, alla Gold Cup 2007. Ha collezionato in totale, con la maglia della Nazionale, 41 presenze e 13 reti.